# 19 d'Àries
19 d'Àries (19 Arietis) és una estrella de la constel·lació d'Àries. Té una magnitud aparent de +5,72.